# Ярослав Юрьевич (князь пинский)
Яросла́в Ю́рьевич — князь пинский в 1183 году, сын турово-пинского князя Юрия Ярославича и Анны Всеволодовны. После смерти отца, возможно, получил в удел Клецк.
По мнению Н. А. Баумгартэна, в период великого княжения Юрия Долгорукого в Киеве Ярослав Юрьевич женился на дочери его сына Бориса, Ефросинье.
В 1183 году Ярослав Юрьевич Пинский вместе с Мстиславом Всеволодовичем Городенским, Глебом Юрьевичем Дубровицким и другими князьями во главе со Святославом Всеволодовичем Киевским разбил половецкого хана Кончака на реке Орели.
На основании того, что под 1190 годом в качестве пинского князя упоминается брат Ярослава Ярополк, некоторые историки предполагают, что Ярослав скончался до 1190 года.
Возможно, его сыном был Святослав яновицкий, погибший в битве с монголами на Калке в 1223 году.